# Chris Crawford (baloncestista de 1975)
Christopher Lee "Chris" Crawford (Kalamazoo, Míchigan, 13 de mayo de 1975) es un exjugador de baloncesto estadounidense que disputó siete temporadas en la NBA. Con 2,06 metros de altura, lo hacía en la posición de alero.

## Trayectoria deportiva

### Universidad
Jugó durante cuatro temporadas con los Golden Eagles de la Universidad Marquette, en las que promedió 9,3 puntos y 3,5 rebotes por partido. En su última temporada ayudó a su equipo como titular en la conquista del título de la Conference USA, promediando 14,9 puntos y 5,3 rebotes, con un porcentaje de tiro del 46,9%, que le hicieron ser elegido en el tercer mejor quinteto de la conferencia. Es en la actualidad el séptimo mejor lanzador de tres puntos de la historia de los Golden Eagles, con un 37,3% de acierto.

### Profesional
Fue elegido en la quincuagésima posición del Draft de la NBA de 1997 por Atlanta Hawks, equipo con el que firmó contrato por dos temporadas en el mes de julio. En su primera temporada su aportación fue limitada, jugando sólo 40 partidos, todos ellos como reserva. Su mejor aportación fue en un partido ante San Antonio Spurs, en el cual anotó 9 puntos, todos de ellos desde la línea de tiros libres de 10 lanzamientos intentados.
En su segunda temporada su suerte cambió, debido a la lesión del alero titular LaPhonso Ellis, que le hizo ser titular en los últimos 30 partidos de una temporada marcada por la huelga de jugadores. A pesar de ello, sus promedios no fueron demasiado buenos, con 6,9 puntos y 2,1 rebotes por partido.
Tras finalizar su contrato, renovó con los Hawks por 7 temporadas y 18 millones de dólares. Pero la temporada 1999-00 resultó complicada para él, ya que empezaron a surgir las lesiones que le apartaron de las canchas durante 17 partidos, mientras que en otros 10 no fue alineado por su entrenador, Lenny Wilkens. Acabó el año con 4,6 puntos y 1,8 rebotes por partido.
Al año siguiente comenzaron sus problemas con la rodilla, que le hicieron terminar su temporada prematuramente para operarse, jugando en sus últimas semanas arrastrando molestias. Fue curiosamente en ese tramo de la temporada cuando disputó su mejor partido como profesional, consiguiendo 27 puntos y 6 rebotes ante los Lakers. Pero sus desgracias no acabarían aquí, ya que poco después del comienzo de la temporada 2001-02 se rompería el ligamento cruzado anterior de la rodilla izquierda, que le hizo pasar nuevamente por el quirófano, perdiéndose el resto de la temporada.
Tras la operación, comenzó la temporada 2002-03 en la lista de lesionados, perdiéndose los 9 primeros partidos. Pero tras volver a las pistas, la lesión se le reprodujo, llegando a jugar únicamente en 5 partidos, en los que promedió 4,8 puntos y 1,4 rebotes.
Al año siguiente, y ya recuperado de sus lesiones, jugaría su mejor temporada como profesional, promediando por primera vez dobles figuras (10,2 puntos por partido), siendo titular en 25 partidos en los que logró 19,0 puntos, 5,1 rebotes y 1,4 asistencias para un equipo necesitado de anotadores tras la salida del mismo de Shareef Abdur-Rahim y Theo Ratliff. Esta iba a ser su última temporada como profesional, tras pasarse el año siguiente en blanco y ser despedido, e intentar regresar en 2005 probando infructuosamente con New Jersey Nets.

## Estadísticas de su carrera en la NBA

### Temporada regular
| Temp.     | Edad | Equipo  | Liga | P   | TIT | MIN  | TC  | TCA | %TC  | 3P  | 3PA | %3P  | TL  | TLA | %TL  | R.OF. | R.DEF. | REB | ASIS | ROB | TAP | PER | FP  | PTS  |
| 1997-98   | 22   | Atlanta | NBA  | 40  | 0   | 6.4  | 1.2 | 2.8 | .418 | 0.0 | 0.1 | .333 | 1.4 | 1.7 | .838 | 0.5   | 0.5    | 1.0 | 0.2  | 0.3 | 0.2 | 0.5 | 0.7 | 3.8  |
| 1998-99   | 23   | Atlanta | NBA  | 42  | 30  | 18.7 | 2.6 | 6.1 | .431 | 0.3 | 0.8 | .333 | 1.4 | 1.7 | .814 | 0.9   | 1.3    | 2.1 | 0.6  | 0.2 | 0.3 | 1.1 | 2.5 | 6.9  |
| 1999-2000 | 24   | Atlanta | NBA  | 55  | 11  | 12.1 | 1.7 | 4.2 | .397 | 0.1 | 0.5 | .259 | 1.1 | 1.5 | .778 | 0.9   | 0.9    | 1.8 | 0.6  | 0.3 | 0.3 | 0.7 | 1.5 | 4.6  |
| 2000-01   | 25   | Atlanta | NBA  | 47  | 22  | 19.2 | 2.6 | 5.7 | .452 | 0.1 | 0.5 | .273 | 1.4 | 1.8 | .819 | 0.6   | 1.7    | 2.3 | 0.8  | 0.4 | 0.3 | 1.3 | 2.5 | 6.8  |
| 2001-02   | 26   | Atlanta | NBA  | 7   | 4   | 18.7 | 3.0 | 6.4 | .467 | 0.0 | 0.1 | .000 | 1.6 | 2.1 | .733 | 1.3   | 2.3    | 3.6 | 0.7  | 0.3 | 0.7 | 1.4 | 3.0 | 7.6  |
| 2002-03   | 27   | Atlanta | NBA  | 5   | 0   | 7.6  | 1.6 | 2.6 | .615 | 0.2 | 0.6 | .333 | 1.4 | 1.6 | .875 | 0.6   | 0.8    | 1.4 | 0.2  | 0.4 | 0.6 | 0.4 | 1.4 | 4.8  |
| 2003-04   | 28   | Atlanta | NBA  | 56  | 25  | 21.6 | 3.8 | 8.4 | .448 | 0.8 | 2.0 | .389 | 1.8 | 2.1 | .866 | 1.0   | 2.1    | 3.1 | 0.8  | 0.7 | 0.4 | 1.0 | 2.3 | 10.2 |
| Total     |      |         | NBA  | 252 | 92  | 15.8 | 2.4 | 5.5 | .437 | 0.3 | 0.8 | .347 | 1.5 | 1.8 | .824 | 0.8   | 1.4    | 2.2 | 0.6  | 0.4 | 0.3 | 0.9 | 2.0 | 6.6  |

### Playoffs
| Temp.   | Edad | Equipo  | Liga | P | MIN | TCA | TC | 3PA | 3P | TLA | TL | R.OF. | REB | ASIS | ROB | TAP | PER | FP | PTS | %TC  | %3P  | %FT   | MIN  | PTS | REB | AST |
| 1997-98 | 22   | Atlanta | NBA  | 1 | 4   | 0   | 0  | 0   | 0  | 2   | 2  | 1     | 2   | 0    | 0   | 1   | 2   | 2  | 2   |      |      | 1.000 | 4.0  | 2.0 | 2.0 | 0.0 |
| 1998-99 | 23   | Atlanta | NBA  | 6 | 125 | 16  | 48 | 4   | 14 | 23  | 26 | 6     | 19  | 5    | 1   | 1   | 6   | 19 | 59  | .333 | .286 | .885  | 20.8 | 9.8 | 3.2 | 0.8 |
| Total   |      |         | NBA  | 7 | 129 | 16  | 48 | 4   | 14 | 25  | 28 | 7     | 21  | 5    | 1   | 2   | 8   | 21 | 61  | .333 | .286 | .893  | 18.4 | 8.7 | 3.0 | 0.7 |